# Acido cianurico
L'acido cianurico (o 1,3,5-triazin-2,4,6-triolo o CYA) è un composto chimico di formula (CNOH)3. È un solido bianco inodore, usato come precursore o componente di sbiancanti, disinfettanti ed erbicidi. Nel 1997 la produzione mondiale era di 160 milioni di chilogrammi.

## Proprietà e sintesi

### Proprietà
L'acido cianurico è il trimero ciclico della specie elusiva acido cianico, HOCN. Le due strutture si interconvertono facilmente; cioè, esse sono dei tautomeri. Il tautomero triolo, che può avere carattere aromatico, predomina in soluzione. I gruppi ossidrile assumono carattere fenolico. La deprotonazione con sostanze basiche dà origine ad una serie di anioni cianurato:
{\displaystyle {\ce {[C(O)NH]3\ <=>\ [C(O)NH]2[C(O)N]^{-}\ +\ H^{+}\,\,\,\,\,}}} con {\displaystyle \,\,\,\,K_{a}=10^{-7}}
{\displaystyle {\ce {[C(O)NH]2[C(O)N]^{-}\ <=>\ [C(O)NH][C(O)N]2^{2-}\ +\ H^{+}\,\,\,\,\,}}} con {\displaystyle \,\,\,\,\,K_{a}=10^{-11}}
{\displaystyle {\ce {[C(O)NH][C(O)N]2^{2-}\ <=>\ [C(O)N]3^{3-}\ +\ H^{+}\,\,\,\,\,}}} con {\displaystyle K_{a}=10^{-14}}

### Sintesi
L'acido cianurico fu sintetizzato per la prima volta da Wöhler nel 1829, mediante decomposizione chimica dell'urea e dell'acido urico. La sintesi corrente su scala industriale comporta la decomposizione termica dell'urea, con rilascio di ammoniaca. La conversione inizia a circa 175 °C:
{\displaystyle {\ce {3H2N-CO-NH2 -> [C(O)NH]3 \ + \ 3NH3}}}
L'acido cianurico cristallizza da acqua come specie diidrata.
Si può produrre acido cianurico per idrolisi di melamina grezza o di scarto,  seguita da cristallizzazione. I rifiuti acidi provenienti da impianti che producono questi materiali contengono acido cianurico e, occasionalmente, triazine amino-sostituite disciolte (vale a dire ammelina, ammelide, e melamina). Uno dei metodi prevede che una soluzione di solfato di ammonio venga scaldata all'ebollizione e trattata con un equivalente stechiometrico di melamina, per mezzo della quale l'acido cianurico presente precipita come complesso melamina-acido cianurico. Acido cianurico indisciolto può essere presente negli scarti industriali che risultino dall'accidentale combinazione di rifiuti contenenti acido cianurico con quelli contenenti triazine amino-sostituite.

### Piscine
L'acido cianurico è presente nell'acqua delle piscine per ottimizzare l'azione del cloro. La sua presenza eccessiva al contrario ne provoca una perdita di efficacia per le sue qualità antibiotiche utilizzate per preservare l'igiene e la brillantezza dell'acqua nelle piscine.